# عبد الجبار قهرمان
الجنرال عبد الجبار قهرمان (بالبشتوية: عبد الجبار قهرمان؛ 1959 – 17 أكتوبر 2018) كان ضابطًا عسكريًا أفغانيًا وأمير حرب وسياسيًا برز لقدرته على حشد أعداد كبيرة من الرجال للانضمام إلى ميليشياته الموالية للحكومة. لعب قهرمان دوراً هاماً في السياسة الأفغانية في أواخر الثمانينيات وأوائل التسعينيات. انتقل من زعيم ميليشيا إلى زعيم حزب في 2010. اُغتيل من قبل طالبان في 18 أكتوبر 2018. 